# Dorpats hovrätt
Dorpats hovrätt, eller Livländska hovrätten, var den tredje svenska hovrätten som inrättades. Hovrätten inrättades i Dorpat i dåvarande Svenska Livland under den svenska stormaktstiden av kung Gustav II Adolf år 1630. Dess domkrets omfattade först Livland, Ingermanland och Karelen. Genom 1634 års regeringsform överfördes Karelen till Åbo hovrätt.

## Presidenter
- 1631– : Peder Eriksson Sparre
- 1634–1642: Philip von Scheiding
- 1646–1647: Gabriel Gabrielsson Oxenstierna af Croneborg (tillträdde aldrig)
- 1647–1661: Gustaf Bielke
- 1661–1664: Gustaf Rosenhane (tillträdde aldrig)
- 1651–1662: Carl Mörner af Tuna
- 1665– : Lars Claesson Fleming
- 1679– : Pontus Fredrik De la Gardie
- 1695–1699: Carl Bonde af Björnö
- 1705–1715: Carl Gustaf Frölich